# Assemblée nationale de Weimar
Pour les articles homonymes, voir Assemblée nationale constituante allemande.
L’Assemblée nationale constituante allemande (verfassunggebende deutsche Nationalversammlung), couramment appelée l’assemblée nationale de Weimar (Weimarer Nationalversammlung), était une assemblée parlementaire du Reich allemand instituée après la chute de l’Empire et la proclamation de la république afin de doter le Reich d’une nouvelle constitution. Elle comprenait 421 membres élus le 19 janvier 1919, et entra en fonction le 6 février ; afin d’échapper à l’agitation révolutionnaire berlinoise, elle siégea d’abord à Weimar, puis transféra son siège à Berlin le 30 septembre.
Elle adopta le 31 juillet 1919 la nouvelle Constitution du Reich allemand, dite constitution de Weimar, qui fut promulguée le 11 août et donna naissance à la république de Weimar. Elle exerça également le pouvoir législatif dont était auparavant investi le Reichstag.
Elle prononça sa dissolution le 21 mai 1920, et la première législature du nouveau Reichstag fut élue le 6 juin.

## Instauration et élection
Après la révolution de Novembre de 1918, l’idée d’instituer une assemblée qui déciderait du nouveau régime du Reich allemand est approuvée à la fois par le chancelier Maximilian von Baden, qui avait prononcé la déchéance de l’empereur Guillaume II, et par les sociaux-démocrates. Le Conseil des commissaires du peuple, qui exerce provisoirement les fonctions gouvernementales, en prend la décision le 30 novembre et convoque les électeurs pour le 19 janvier suivant. Le droit de vote est pour la première fois accordé aux femmes dans l’ensemble du pays, et seront électeurs « tous les hommes et les femmes allemands ayant vingt ans accomplis le jour du vote ». Le 19 décembre, le Congrès des conseils d’ouvriers et de soldats du Reich, dominé par les sociaux-démocrates majoritaires, approuve cette décision à une large majorité, ce qui met fin à la perspective d’une république des conseils avancée par les sociaux-démocrates indépendants et les spartakistes.
Les 421 membres de l’Assemblée sont élus lors des élections législatives du 19 janvier 1919. Le vote a lieu dans la quasi-totalité du territoire du Reich dans ses frontières d’avant la guerre, car les annexions n’ont pas encore eu lieu ; seuls l’Alsace-Lorraine et la province de Posen ne peuvent participer.
Dans la nouvelle assemblée, le Parti social-démocrate (SPD) est le premier parti avec 37,9 % des voix et 163 sièges. Ils forment une majorité, appelée la coalition de Weimar, avec les catholiques du Zentrum, avec 19 % des voix et 91 sièges, et les libéraux du Parti démocrate allemand (DDP), avec 18,6 % des voix et 75 sièges. L’ancienne aile gauche du SPD, le Parti social-démocrate indépendant (USPD), obtient 7,6 % des voix et 22 sièges. La droite nationale-libérale du Parti populaire allemand (DVP) obtient 4,4 % des voix et 19 sièges, et les nationaux-conservateurs du Parti national du peuple allemand (DNVP), 10,3 %  des voix et 44 sièges. Quatre petits partis régionalistes sont également représentés avec 7 sièges. Le Parti communiste d'Allemagne (KPD), formé depuis moins de trois semaines, ne participait pas au scrutin.
Pour la première fois de l'histoire allemande, 37 femmes sont élues parlementaires.

## Activités parlementaires

### Les cabinets et la législation
L’Assemblée nationale constituante allemande se réunit le 6 février 1919, à Weimar, en Thuringe, plutôt qu’à Berlin afin de se soustraire aux troubles révolutionnaires qui mettent en danger l’indépendance et la sécurité des députés ; la ville d’Erfurt, un moment envisagée, a été écartée pour des raisons militaires. Le choix de Weimar permet également de placer les travaux des constituants sous l’invocation du classicisme de Weimar et des idéaux des Lumières. L’Assemblée siège au Théâtre national allemand.
Elle élit le social-démocrate Eduard David à sa présidence, puis, lors d'une élection présidentielle indirecte, le 11 février, l’ancien chancelier social-démocrate Friedrich Ebert au poste de président du Reich. Le 14 février, Eduard David, entré au cabinet comme ministre du Reich sans portefeuille, est remplacé à la présidence par le vice-président Constantin Fehrenbach, du Zentrum.
Le premier gouvernement est formé par le Parti social-démocrate (SPD), le Zentrum et le Parti démocrate (DDP), avec le social-démocrate Philipp Scheidemann comme ministre-président du Reich.
Le 20 juin, le cabinet Scheidemann démissionne en raison du refus par l’Entente de sa contre-proposition. Gustav Bauer devient ministre-président le 21 et forme un cabinet avec le SPD et le Zentrum.
Le 8 juillet, Matthias Erzberger (Zentrum), ministre du Reich aux Finances, présente à l’Assemblée sa réforme du système fiscal, qui centralise l’administration des impôts et introduit le prélèvement à la source.
Le 30 septembre, l’Assemblée transfère son siège à Berlin. Le 3 octobre, le DDP réintègre la coalition gouvernementale.
Le cabinet Bauer doit démissionner le 27 mars 1920 à la suite du putsch de Kapp. Hermann Müller devient chancelier et forme son premier cabinet.

### Les débats sur la signature du traité de Versailles
Le 12 mai 1919, l’Assemblée, qui pour la première fois se réunit à Berlin, dans le nouvel amphithéâtre de l’université Humboldt, entend une déclaration du ministre-président Philipp Scheidemann au sujet du traités de paix dont le projet a été présenté à la délégation allemande le 7 mai. Scheidemann, applaudi par tous les partis, qualifie les conditions posées par l’Entente cordiale de « paix imposée par la force » (Gewaltfrieden), et déclare que ses exigences territoriales, économiques et politiques sont destinées à « étrangler » le peuple allemand. Il les proclame inacceptables et en totale contradiction avec les assurances obtenues du président des États-Unis, Woodrow Wilson, et annonce que le Gouvernement du Reich formulera une contre-proposition plus conforme à l’esprit des quatorze points de Wilson. Scheidemann reçoit le soutien des Länder par la voix du ministre-président de Prusse Paul Hirsch, ainsi que celui de tous les partis de l’USPD au DNVP ; Gustav Stresemann, président du Parti populaire, qualifie les exigences de l’Entente de « flux de sadisme politique ». Seul le président de l’USPD, Hugo Haase, associe au rejet des conditions de paix une attaque contre le Gouvernement du Reich et accuse le SPD d’être responsable de la situation en raison de son ralliement à l’union nationale pendant la Grande Guerre. L’Assemblée rejette le projet de traité.
Le rejet par l’Entente de la contre-proposition de Scheidemann et son ultimatum d’avoir à accepter le traité dans les cinq jours, annoncés le 16 juin, provoquent une grave division de l’Assemblée et la démission du cabinet le 20 juin.
Le 22 juin, le nouveau ministre-président, Gustav Bauer se prononce en faveur de la signature du traité, mais reste critique envers certaines de ses dispositions, en particulier l’extradition d’Allemands dans des pays de l’Entente et l’attribution de la responsabilité de la guerre à l’Allemagne seule. Malgré son appel à la signature du traité, il indique que le Reich sera dans l’incapacité de remplir toutes les obligations financières imposées par l’Entente.
Les orateurs du SPD et du Zentrum, respectivement Paul Löbe et Adolf Gröber, condamnent le traité, et attaquent tout particulièrement la proclamation de l’Allemagne comme seul coupable de la guerre. Ils se prononcent cependant au nom de leur groupe en faveur de la signature, car le rejet du traité signifierait la reprise des combats. L’ancien ministre du Reich aux Finances Eugen Schiffer se prononce au nom de la majorité du DDP pour le rejet du traité ; il rappelle aux deux partis au pouvoir la formule du ministre-président Scheidemann, qui s’est exclamé le 12 mai que la main de ceux qui signeront un tel traité devrait se dessécher, et déclare que la situation n’a pas changé depuis. Le DNVP et le DVP font également part de leur refus absolu du traité. L’USDP est le seul parti d’opposition à appeler à la signature du traité, tout en se montrant aussi critique que les partis au pouvoir.

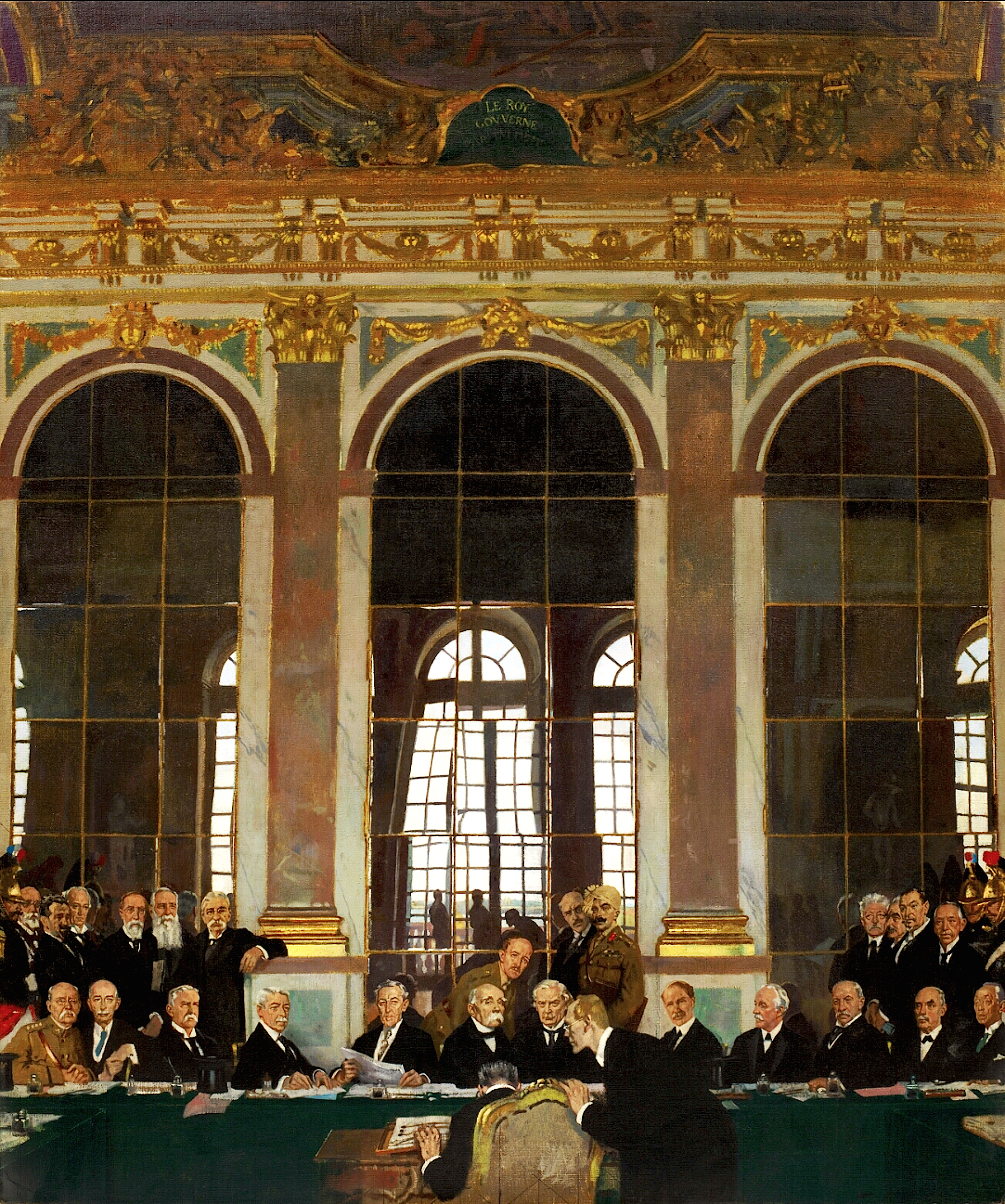
La Signature de la paix dans le galerie des Glaces, Versailles, 28 juin 1919, tableau de William Orpen conservé à l’Imperial War Museum de Londres

L’Assemblée approuve finalement la signature du traité de Versailles par 237 voix contre 138, avec 5 abstentions. Les votes en faveur de la signature viennent des députés du SPD, sauf Valentin Schäfer ; de ceux du Zentrum, sauf neuf ; de ceux de l’USPD ; et de sept députés du DDP, dont le président du groupe Friedrich von Payer. Les votes contre viennent des députés du DDP, sauf sept ; de ceux du DNVP ; de deux du DVP ; de ceux des autres petits partis représentés à l’Assemblée ; du social-démocrate Schäfer ; et de quelques députés du Zentrum venant des territoires susceptibles d’être retirés au Reich. Se sont abstenus les députés de la Ligue des paysans de Bavière et deux députés bavarois du Zentrum, Georg Heim und Martin Irl.
Immédiatement après le vote du 22 juin, le cabinet fait parvenir aux États de l’Entente une note annonçant que l’Allemagne est disposée à signer le traité à l’exception de ses dispositions concernant les extraditions et la responsabilité de la guerre. Dans la soirée, le président du Conseil français, Georges Clemenceau, répond au nom de l’Entente que le traité ne peut être qu’accepté ou refusé dans son ensemble.
Lors de la séance du 23 juin, le ministre-président Bauer annonce aux députés la réponse de l’Entente et leur déclare que le cabinet n’a plus d’autre choix que de signer le traité :
« 
Il faut aujourd’hui cesser les protestations et les tempêtes d’indignation. […]
Signons, voilà ce que je dois vous proposer au nom du cabinet tout entier. Signons sans condition. Je ne veux rien embellir.
Les raisons qui nous acculent à cette proposition sont les mêmes qu’hier, mais maintenant seul un délai de quatre petites heures nous sépare de la reprise des hostilités. Nous ne pourrions répondre à une nouvelle guerre, même si nous avions les armes. Nous sommes désarmés. Mais le désarmement n’est pas le déshonneur ! (Applaudissements)
Certes, nos adversaires veulent attenter à notre honneur, sans aucun doute possible, mais je crois et je croirai jusqu’à mon dernier souffle que cette tentative retombera pour une fois sur ses auteurs même, et que ce n’est pas notre honneur qui périt à l’occasion de cette tragédie mondiale. (Vifs applaudissements) »
Le traité de Versailles est signé le 28 juin dans la galerie des Glaces, au château de Versailles, par les ministres du Reich aux Affaires étrangères et aux Transports, Hermann Müller et Johannes Bell.
Le 9 juillet, l’Assemblée ratifie le traité par la loi sur la conclusion de la paix entre l’Allemagne et les Alliés et puissances associées.

## Activités constituantes

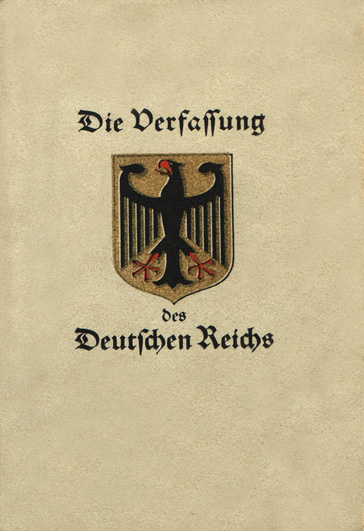
La Constitution du Reich allemand adoptée par l’Assemblée le 30 juillet 1919

Le projet de constitution est déposé par le ministre du Reich à l’Intérieur, le juriste libéral Hugo Preuß, influencé par la théorie du parlementarisme de Robert Redslob.
Après examen et amendement du projet constitutionnel par la commission constitutionnelle (Verfassungsausschuss) sous la présidence de Conrad Haußmann (DDP), sa deuxième lecture en séance plénière commence le 2 juillet 1919.

### La question du nom de l’État
Lors de la séance du 2 juillet, le Parti social-démocrate indépendant (USPD), par la voix de Oskar Cohn et avec le soutien du SPD, propose de changer le nom de l’État de « Reich allemand » (Deutsches Reich) en « République allemande » (Deutsche Republik) afin de souligner la rupture avec la régime précédent. Il déclare que le maintien du terme Reich, couramment traduit par empire en anglais et en français, est susceptible de donner dans les pays étrangers l’impression que l’Allemagne a conservé ses visées impérialistes.
Cette proposition est combattue par Bruno Ablaß (DDP), qui avance que le terme Reich a perdu son sens monarchique ; il prend pour exemple le nom allemand de la France, Frankreich, que personne n’associe plus à une monarchie. La proposition de changement de nom échoue.
Clemens von Delbrück, du DNVP, déclare pour sa part que l’article 1 (« Le Reich allemand est une république. Le pouvoir politique émane du peuple. ») constitue un bouleversement radical et inutile.

### La question du fédéralisme
Le 2 juillet, Oskar Cohn présente par ailleurs la proposition de l’USPD de faire du Reich un État unitaire au lieu d’un État fédéral ; il considère qu’un régime unitaire et sans États fédérés sera plus efficace, et que les Länder ne sont que des reliques de l’ancienne époque monarchique.
Les orateurs des autres groupes s’opposent à cette vision et considèrent que le projet de constitution dispose déjà d’un renforcement significatif des pouvoirs centraux, marqué notamment par le remplacement du Bundesrat, la puissante deuxième chambre représentant les Länder sous l’Empire, par un Reichsrat seulement consultatif, le transfert au Reich des postes et du chemin de fer, et l’abolition des privilèges de la Prusse. Le maintien du fédéralisme tempéré par un renforcement du Reich l’emporte.

### La question du drapeau

Drapeau du Reich allemand adopté à Weimar, noir, rouge et or

Drapeau du Reich allemand sous l’Empire, noir, blanc et rouge

Drapeau rouge, proposé comme drapeau national par l’USPD

La question du drapeau du Reich est également débattue lors de la séance du 2 juillet. Le SPD et le Zentrum sont favorables à l’adoption du noir-rouge-or, tandis que le DVP et le DNVP souhaitent le maintien du drapeau impérial noir-blanc-rouge. L’USPD propose l’adoption du drapeau rouge. Les députés du DDP sont majoritairement favorables au drapeau impérial, mais une forte minorité d’entre eux se rallie au noir-rouge-or.
Le Gouvernement du Reich, par la voix du ministre du Reich à l’Intérieur Eduard David, se prononce également pour le noir-rouge-or, au motif qu’il porte les couleurs de la première Burschenschaft créée en 1815 à l’université d’Iéna et de la révolution de 1848 et est associé à l’unité nationale de tous les Allemands, tandis que le noir-blanc-rouge représenté l’État petit-allemand dominé par la Prusse.
Wilhelm Kahl, exprimant la position majoritaire du Parti populaire allemand, se prononce contre le changement de drapeau, qu’il juge inutile et dénué de pertinence. Il considère que le noir-blanc-rouge n’est pas le drapeau de l’impérialisme et de l’oppression, mais celui de l’unité allemande, tandis que le noir-rouge-or est associé à l’échec des idéaux unificateurs de 1848 et que son adoption conduirait au rejet du nouveau régime par une grande partie de la population.
L’opinion de la minorité du Parti populaire est présentée par Ludwig Quidde, qui est en faveur du nouveau drapeau. Il appelle cependant à un compromis au sujet du pavillon, et propose de laisser celui-ci en noir-blanc-rouge, tout en lui adjoignant un drapeau noir-rouge-jaune plus petit.
Wilhelm Laverrenz, pour le Parti national du peuple allemand, se réfère également à l’unité de 1871, mais va plus loin et nie que le noir-rouge-or puisse jamais incarner l’ensemble du peuple allemand. Il déclare que les soldats de la Grande Guerre ont combattu pour le noir-blanc-rouge et ont été accueillis par le noir-blanc-rouge lorsqu’ils sont rentrés au pays sans avoir été battus, et que l’État ne saurait retirer ce drapeau au peuple. Il associe le noir-rouge-or à l’échec de 1848 et rappelle qu’il était arboré par les ennemis de la Prusse lors de la guerre austro-prussienne de 1866. Comme Kahl, il ajoute que le noir-blanc-rouge est plus visible en mer et devrait rester pavillon allemand, et donc, le Reich ne pouvant avoir deux drapeaux sans causer de confusion, drapeau national.
Carl Petersen, pour le Parti populaire allemand, se prononce pour le maintien du noir-blanc-rouge, tout en déclarant respecter le choix des députés favorables au noir-rouge-or en souvenir de 1848. Il se montre critique vis-à-vis des autres orateurs, qu’il juge trop abstrait, et appelle à revenir à des considérations pratiques. Il avance qu’un changement de drapeau serait dommageable au commerce extérieur, car le noir-blanc-rouge est associé à l’efficacité et à la qualité allemandes, tandis que le noir-rouge-or est inconnu à l’étranger. Le social-démocrate Hermann Molkenbuhr lui répond en rappelant que la Hanse s’était opposée au noir-blanc-rouge en 1871 et avait cherché à conserver ses anciens pavillons en soulevant l’argument du commerce extérieur, et que les exportations et la marine marchande n’avaient pas souffert alors du changement de drapeau.
Oskar Cohn, pour l’USPD, propose de faire du drapeau rouge le drapeau de l’État allemand, avançant qu’il est associé à la révolution, à la liberté et au progrès.
L’Assemblée choisit finalement le drapeau noir-rouge-or comme drapeau du Reich.

### La question du chef d’État
La question des fonctions du président du Reich est débattue le 4 juillet.
Hugo Haase, pour l’USPD, se prononce pour l’abolition du poste et l’instauration d’une présidence collégiale.
Albrecht Philipp, pour le DNVP, est au contraire d’avis d’accroître les pouvoirs du chef de l’État, rejoignant en cela l’avis des partis de la coalition au pouvoir. Il propose par ailleurs de réserver l’éligibilité aux fonctions de président du Reich aux personnes étant allemandes de naissance.
Le texte final accorda au président du Reich de larges pouvoirs visant à lui permettre d’équilibrer ceux du Reichstag et faisant de lui un « empereur de substitution » (Ersatzkaiser).

### La question du référendum
L’Assemblée aborde le 7 juillet la question du référendum. Rudolf Heinze exprime l’opposition du Parti populaire au référendum sous toutes ses formes, tandis que Simon Katzenstein (SPD) et Oskar Cohn (USPD) souhaitent développer les dispositions du projet constitutionnel.
Clemens von Delbrück exprime la division du DNVP sur la question. Lui-même défend une solution de compromis dans laquelle un référendum peut être organisé pour trancher éventuellement un conflit entre le Reichstag et le Reichsrat, ou bien convoqué par le président du Reich pour demander au peuple de se prononcer sur une loi adoptée par le Reichstag, ce qui écarte le plébiscite.
Hugo Preuß, ministre du Reich à l’Intérieur parlant au nom du gouvernement, et Erich Koch, pour le Parti démocrate, soutiennent le référendum y compris sous forme plébiscitaire, se ralliant en cela au contenu du projet constitutionnel. Ils s’opposent cependant à certains aspects de la proposition du SPD, qui leur semble aller trop loin.
Aucun des amendements ne recueillant de majorité, la version de la commission constitutionnelle est adoptée.

### La question de l’administration publique
La section consacrée à l’administration du Reich est également mise en discussion le 7 juillet.
Le plus important changement adopté par rapport à l’époque impériale est la proclamation de l’Allemagne comme une zone économique unifiée, ce qui entraîne le transfert au Reich de la compétence législative en matière de droit fiscal et l’unification des services postaux et ferroviaires aux dépens des Länder du Sud.

### La question des juridictions
La réforme du système judiciaire est mise en discussion le 10 juillet. La principale réforme est l’instauration d’un ordre administratif et la restrictions des juridictions militaires au temps de guerre. L’indépendance des magistrats est proclamée. Le texte prévoit également la création d’une Cour d’État du Reich allemand (Staatsgerichtshof für das Deutsche Reich).
L’USDP propose d’instaurer des tribunaux populaires, mais cette proposition est rejetée par les autres partis.

### La question des droits et devoirs fondamentaux
La question des droits et devoirs fondamentaux est abordée le 11 juillet. Les avis divergent sur les principes à retenir, ainsi que sur l’opportunité même d’introduire des dispositions constitutionnelles dans ce domaine.
Le texte présenté en commission par Friedrich Naumann est jugé trop lyrique par tous les partis. Rudolf Heinze, pour le Parti populaire, rejette nettement l’introduction d’un catalogue de droits dans la constitution, déclarant qu’il porterait atteinte aux droits les Länder ainsi qu’aux droits des personnes privées, par exemple les employeurs et les employés. Il considère également que l’énumération est trop détaillée et que certains dispositions sont du domaine de la loi ordinaire, et donne l’exemple de mesures de droit disciplinaire ou de procédure pénale transformés sans nécessité en normes constitutionnelles.
Erich Koch, pour le Parti démocrate, déclare que les dispositions relatives aux droits fondamentaux entraveront l’action du législateur et ne devaient pas intervenir dans les rapports entre particulier. Bien que favorable à l’introduction des droits fondamentaux dans le texte, le DDP considère l’énumération comme trop vaste. Afin de ne pas retarder la conclusion des travaux de l’Assemblée, le DDP appelle à l’adoption du texte, si possible sans changement, car il le considère comme un compromis applicable malgré ses défauts.
Hugo Preuß, ministre du Reich à l’Intérieur s’exprimant au nom du gouvernement, critique le développement par la commission de la liste des droits fondamentaux. Il appelle à la modération du constituant et déclare qu’une constitution ne peut ni ne doit régler toute matière, et rappelle l’exemple de la constitution du 1849, qui échoua en raison des dissensions autour de la question des droits fondamentaux.
Le Bavarois Konrad Beyerle, député du Zentrum et un des auteurs de l’énumération étendue, prend la défense du texte de la commission. Il déclare considérer comme essentiel de proclamer dans la constitution les principes fondamentaux du nouveau régime et de les soustraire à la procédure législative ordinaire. Beyerle reçoit le soutien du social-démocrate Max Quarck, qui insiste sur l’effet pédagogique des dispositions proposées ; Quarck se prononce cependant pour la poursuite des discussions sur leur contenu et contre leur adoption en bloc.
Les droits et devoirs fondamentaux forment une part importante du texte final, avec toute la seconde partie, c’est-à-dire les articles 109 à 164.

### Adoption de la Constitution
La version définitive du projet de constitution, sensiblement différente de la première version, est adoptée le 31 juillet à une large majorité de 262 voix contre 75, avec 84 abstentions. Elle est promulguée le 11 août.

## Annexe